# رياض بدر
رياض بدر عبد الله (9 يوليو 1978) لاعب كرة قدم بحريني يلعب حاليا لصالح نادي الدرجة الأولى الرفاع الشرقي البحريني في مركز الظهير الأيسر من 2007.

## الإنجازات

### المحرق
- الدوري البحريني الممتاز (6): 1999، 2001، 2002، 2004، 2006، 2007
- كأس ملك البحرين (3): 1997، 2002، 2005
- كأس ولي العهد (): 2001، 2006، 2007
- كأس الاتحاد البحريني (1): 2005

### الرفاع الشرقي
- كأس ملك البحرين (1): 2014